# 花露水

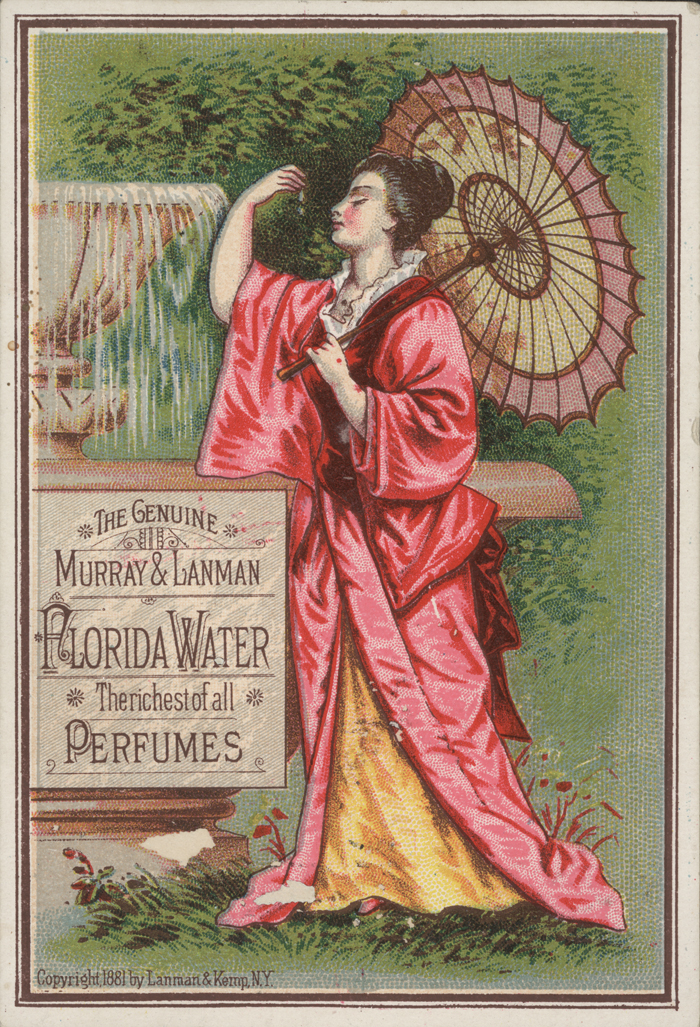

花露水是一種由香精和酒精配製而成、或由各种花（如桔子花、玫瑰花）经蒸馏所得的產品，主要在中国大陆、香港流行，功能类似于香水。但是目前在中国大陸使用的花露水为夏季产品，有驱蚊止痒的功效。

## 演变
据推测，唐代即有花露水，冯贽《云仙杂记·大雅之文》載：“柳宗元得韩愈所寄诗，先以蔷薇露灌手，熏玉蕤香后发读，曰：‘大雅之文，正当如是。’南唐時张泌显德五年，昆明国献蔷薇水十五瓶，云得自西域，以洒衣，衣敝而香不灭。”
随著近代中国生產工业化，花露水也逐漸變成由工廠大量生产。
- 1908年，上海中西藥局以药典基础上，选用玫瑰、茉莉等调配，诞生了明星花露水。

- 1910年，广生行于上海推出雙妹嚜花露水[1]。

- 1929年，周邦俊将明星牌改良为无色不沾染衣物的花露水配方；其女周文玑后将明星花露水生产迁移至台湾[2]。

中国大陆社会主义改造公私合营后，上海的广生行、明星等产业合并为上海家化。
- 1990年，上海家化推出新品牌，六神花露水。

## 文化相关

### 名字來源
「花露」二字可能取自宋朝歐陽修之詞《阮郎归·南园春半踏青时》中的「花露重，草煙低，人家簾幕垂」。
其源自於通常认为是美国版本的科隆香水的Florida Water，其诞生可以追溯到1808年；现代生产之花露水，诞生后为以该产品为其英文译名。可参见英文维基百科条目Florida Water。

### 衍生设计
花露水为代表的化妆品，在约中华民国大陆时期推出了许多广告衍生，如月份牌、包装设计等，至今日具有学习研究或收藏意义。

## 使用

### 夏季清凉
中国大陆的花露水多含有薄荷脑、冰片等清凉成分，最常用于止痒，但也可抹于太阳穴用于提神，作痱子水使用，甚至用于在夏季洗浴时提供清凉感。

### 驱蚊原理
加入了驱蚊剂的花露水可以驱蚊。常用的有避蚊胺或驱蚊酯，其中后者是由前者改良而来。最近的研究指出，避蚊胺具有驅蚊功用，主是因為蚊蟲不喜愛這種化學物質的味道。

### 注意事项
由于花露水中含有易燃浓度的酒精，存放和使用时应远离火源或高温；乘坐飞机、长途车，禁止携带花露水。
若误食花露水，应大量饮水稀释，可前往医院进行洗胃。